# 시리얼

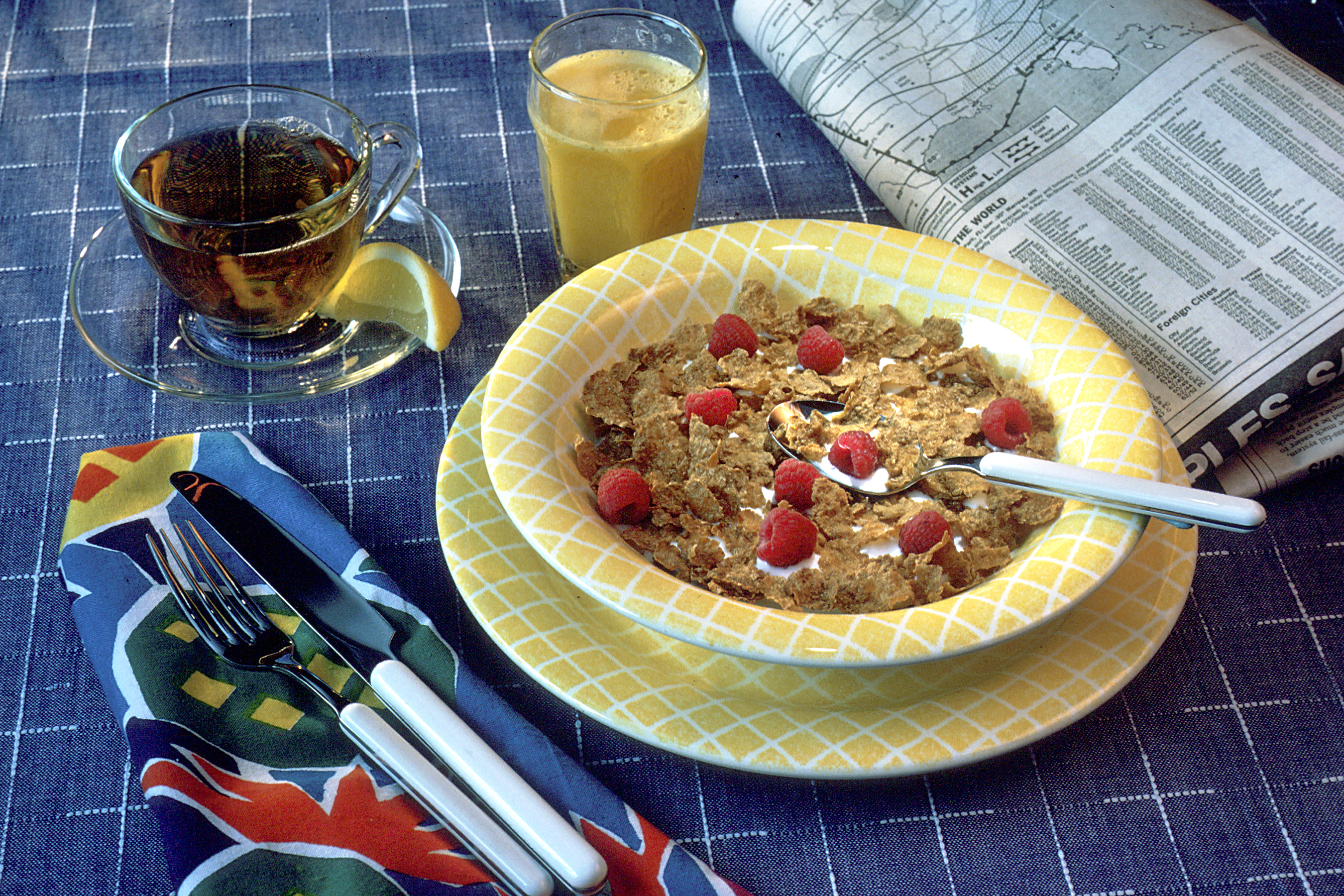
산딸기를 곁들인 시리얼

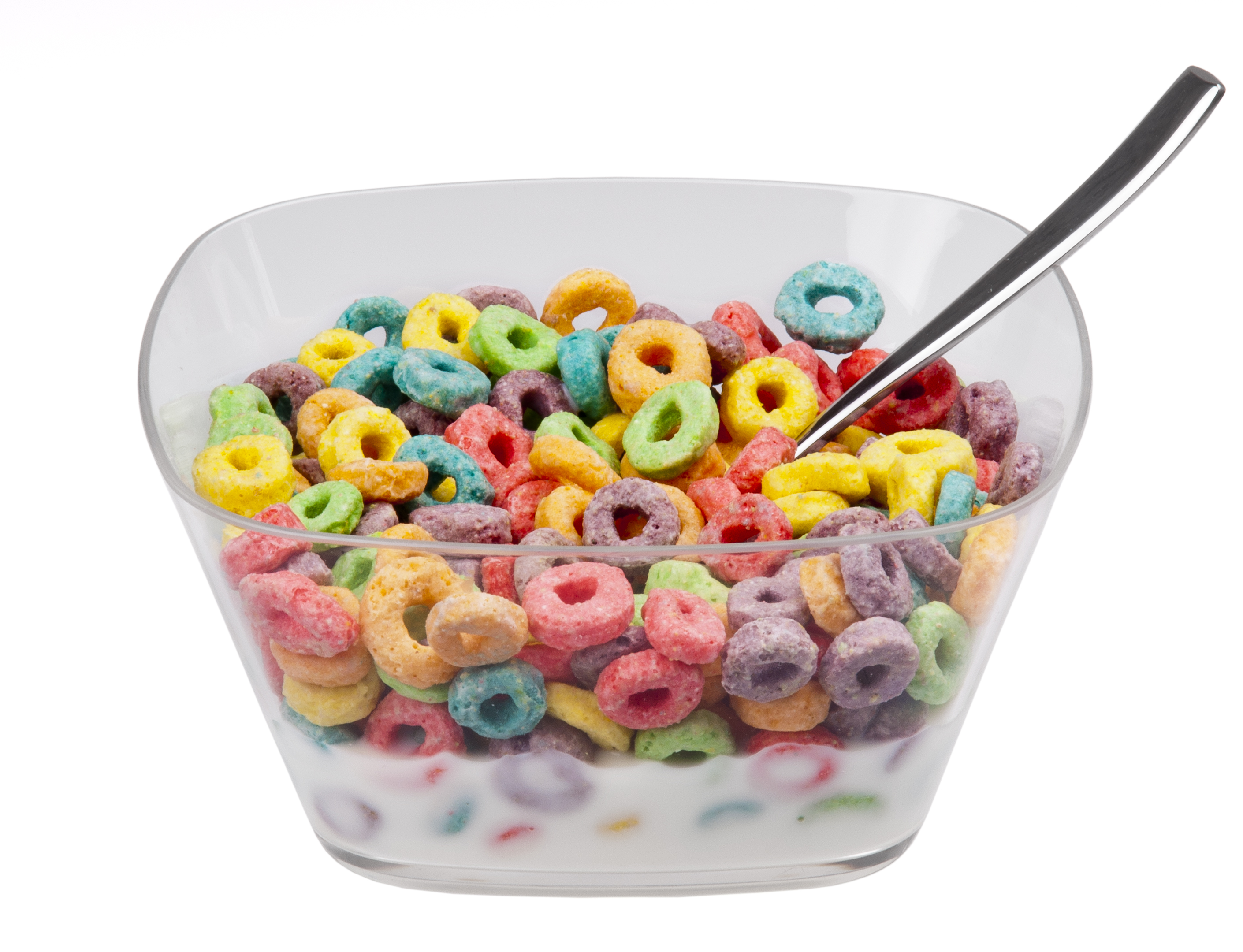
프루트 룹스과 같이 주로 어린이들에게 판매되는 아침 시리얼은 일반적으로 밝은 색이며 설탕 함량이 높다.

시리얼(영어: cereal)은 옥수수, 쌀, 보리, 밀 등의 원재료를 조리하여 얇은 조각 형태로 만든 식품이다. 보통 우유와 같이 먹으며, 첨가하는 재료를 달리한 많은 종류의 제품이 시중에 나와있다.

## 북미에서의 시리얼 역사
북부 유럽과 러시아 등지에서는 오래전부터 오트밀 등 죽 형태의 포리지 류 음식을 먹어왔다. 현대에 와서도 이런 종류의 음식을 아침 식사로 먹기도 한다.

### 초기 미국
유럽인들은 아메리카 대륙을 개척하기 시작하던 초기, 아메리카 원주민들이 주로 경작하던 옥수수를 이용하여 그릿츠, 호미니를 만들어냈다. 이것들은 남부 미국인들의 주식이 되었다.
19세기에 미국인들의 과도한 육류 소비를 줄이고자 나선 사람들이 수많은 채식주의 대안을 탐구하였다. 19세기 후반 미시간에 기반을 둔 제칠일안식일예수재림교회에서 그들의 종교적 믿음의 일부로 채식 위주로 개선된 식단을 만들어 그들의 요양원에 제공하였고, 이는 새로운 아침식사용 시리얼을 주도하게 되었다.

### 반조리 식품 형태의 오트밀
독일 이민자 출신인 페르디난드 슈마허(Ferdinand Schumacher)는 오하이오주 애크런에서 저먼 밀스 아메리칸 오트밀 컴퍼니('German Mills American Oatmeal Company')라는 미국 최초의 상업용 오트밀 제조 회사를 차렸다. 그는 아침 돼지고기를 대체한 제품을 판매하였다. 생산 기술을 개선(강철 절단기, 자기 롤러, 개선된 도정기)하여 빠르게 매출과 이익을 높였고, 1877년 시리얼 중에서는 최초의 등록 상표를 채용하였다.

### 그래뉼라의 탄생
최초의 시리얼이라 할 수 있는 그래뉼라(Granula)는 1863년 미국의 제임스 케일렙 잭슨(James Caleb Jackson)가 발명하였다. 뉴욕주 댄스빌에서 그가 운영하던 잭슨 요양소에서 쓰일 식품으로 개발되었으며, 이 그래뉼라는 섬유소가 많이 함유된 곡물을 가루로 반들고, 반죽하여 굳혀서 만들었는데, 아침에 먹기 위해서 하룻밤 전에 물에 불려야 하는 단점이 있었다. 1879년에는 조지 H.호이트(George H. Hoyt)는 Wheatena라는 시리얼을 만들었다.

### 켈로그의 설립과 콘플레이크의 탄생
시리얼 초기 역사에는 제칠일안식일예수재림교회의 영향이 컸으며, 이곳을 통하여 시리얼 상품 개발에 큰 영향을 준 인물로 존 하비 켈로그가 있다. 켈로그는 제칠일안식일예수재림교회의 창립자 앨런 G. 화이트가 설립한 배틀크리크 요양소에 고용되었는데, 켈로그는 요양소에서 채식 요법을 보완하기 위해 곡물을 가지고 여러 가지 실험을 하였다. 1891년 그는 특허를 취득하였고, 1895년에 곡물을 이용한 플레이크를 만들어냈으며, 그의 동생 윌 키스 켈로그(Will Keith Kellogg)와 1906년 켈로그사를 설립하게 된다.
1800년대 후반 켈로그의 요양소에 입원했던 사업가인 C.W. 포스트는 요양소에서 실시했던 곡물 다이어트에 감명을 받고, 퇴원 이후 여러 곡물을 실험하여, 후에 포스트라는 회사를 설립하게 된다.
20세기 초가 되면서 시리얼 제조회사가 수 백 개 이상 설립 되었는데 특히 켈로그사와 포스트사가 위치한 배틀크리크는 수 십 여 개의 시리얼 회사가 설립되면서 '시리얼의 도시(Cereal City)'라는 별명을 얻게 되었다.

## 뮤즐리
뮤즐리(뮈슬리)는 스위스의 영양 학자 막시밀리안 오스카르 비르허-베너(Maximilian Oskar Bircher-Benner)가 발표한 아침 시리얼이다. 귀리, 과일, 견과류를 기반으로 한 이 뮤즐리는 비르허베너 자신이 근무하던 병원의 환자들에게 공급하였다.
현재에는 귀리 외에 여러 가지 곡류들을 더 첨가하기도 하며, 말린 과일류 외에 아마란스, 아마씨, 대마씨 등을 첨가하는 등 여러 가지 첨가물을 많이 넣음으로서 수십가지의 다양한 종류의 뮤즐리를 판매하고 있다.

## 웜 시리얼
곡물로 바삭하게 만든 가공 식품에 찬 우유에 말아먹는 일반적인 시리얼 외에 따뜻하게 먹는 시리얼을 웜 시리얼(Warm Cereals)라고 한다. 보통 곡물을 죽처럼 만들어서 설탕과 꿀, 단풍당밀 등의 감미료를 조리 중, 또는 먹기 전에 첨가하기도 한다.

## 같이 보기
- 콘플레이크
- 오트밀
- 그래놀라